# Qingjiang (sockenhuvudort i Kina, Jiangxi Sheng, lat 29,19, long 114,79)
Qingjiang är en sockenhuvudort i Kina. Den ligger i provinsen Jiangxi, i den sydöstra delen av landet, omkring 120 kilometer nordväst om provinshuvudstaden Nanchang. Antalet invånare är 11 223. Befolkningen består av 5 539 kvinnor och 5 684 män. Barn under 15 år utgör 17,0 %, vuxna 15-64 år 73 %, och äldre över 65 år 9,0 %.
Runt Qingjiang är det ganska tätbefolkat, med 96 invånare per kvadratkilometer. Närmaste större samhälle är Chuantan, 12,4 km väster om Qingjiang. I omgivningarna runt Qingjiang växer i huvudsak blandskog.
Genomsnittlig årsnederbörd är 2 238 millimeter. Den regnigaste månaden är maj, med i genomsnitt 386 mm nederbörd, och den torraste är januari, med 46 mm nederbörd.